# Masnago
Masnago (Masnàgh in dialetto varesotto) è un rione della città di Varese situato nella parte settentrionale.  Fu comune autonomo fino al 1927, poi accorpato a Varese. Si stima che Masnago ospiti circa 8000 persone, dette masnaghesi.

## Storia
Registrato agli atti del 1751 come un borgo di 500 abitanti, nel 1786 Masnago entrò per un quinquennio a far parte dell'effimera Provincia di Varese, per poi cambiare continuamente i riferimenti amministrativi nel 1791, nel 1798 e nel 1799. Alla proclamazione del Regno d'Italia nel 1805 risultava avere 597 abitanti. Nel 1809 il comune si allargò per l'annessione di Lissago e Casciago, ma nel 1812 si registrò la prima esperienza di unione con Varese su risultanza di un regio decreto di Napoleone, ma il Comune di Masnago fu poi ripristinato con il ritorno degli austriaci. L'abitato crebbe poi discretamente, tanto che nel 1853 risultò essere popolato da 896 anime, salite a 976 nel 1871. Una sensibile crescita demografica nella seconda metà del XIX secolo portò poi ai 1575 residenti del 1921. Fu quindi il fascismo a riproporre nel 1927 l'antico modello napoleonico, stabilendo la definitiva annessione a Varese.

## Monumenti e luoghi d'interesse

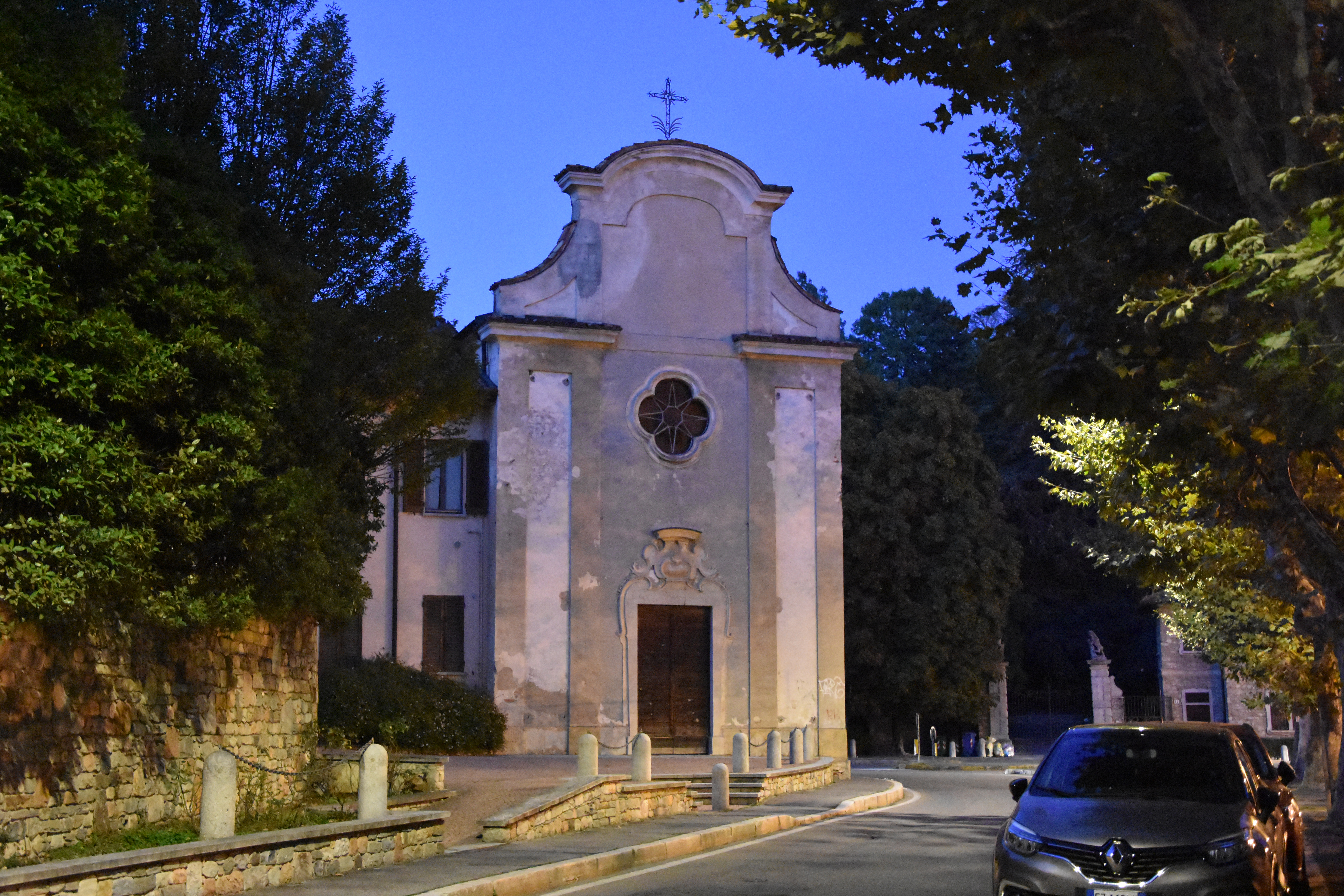
L'oratorio dell'Immacolata

### Architetture religiose
- Chiesetta dell'Immacolata, eretta nel 1726, di essenziali forme barocchette.

### Architetture civili

#### Castello Mantegazza-Panza
Castello Mantegazza-Panza, fatto costruire dai Castiglioni nel XV secolo, fu ampliato nel corso del XVI ed infine tra il XVIII ed il XIX. Nella porzione più antica si ritrovano ambienti di pregevole qualità architettonica, impreziositi da affreschi della scuola lombarda d'età tardo gotica o del gotico internazionale.

#### Villa Baragiola
Dimora primo-ottocentesca in stile eclettico, Villa Baragiola è inserita all'interno di un parco all'inglese che, un tempo, comprendeva un laghetto artificiale navigabile. Originariamente, la dimora ospitava una sala d'armi, una biblioteca, e un salone affacciato sul giardino tramite tre aperture. La villa fu ristrutturata nei primi anni trenta del Novecento e ancora nel decennio successivo, quando fu destinata a seminario arcivescovile di ordine religioso, intitolato a San Martino (1941). Passata al Comune di Varese nel 2001, oggi ospita una parte dei suoi uffici e il Museo Tattile Varese, mentre il parco è aperto al pubblico.

#### Villa "al Nonaro"

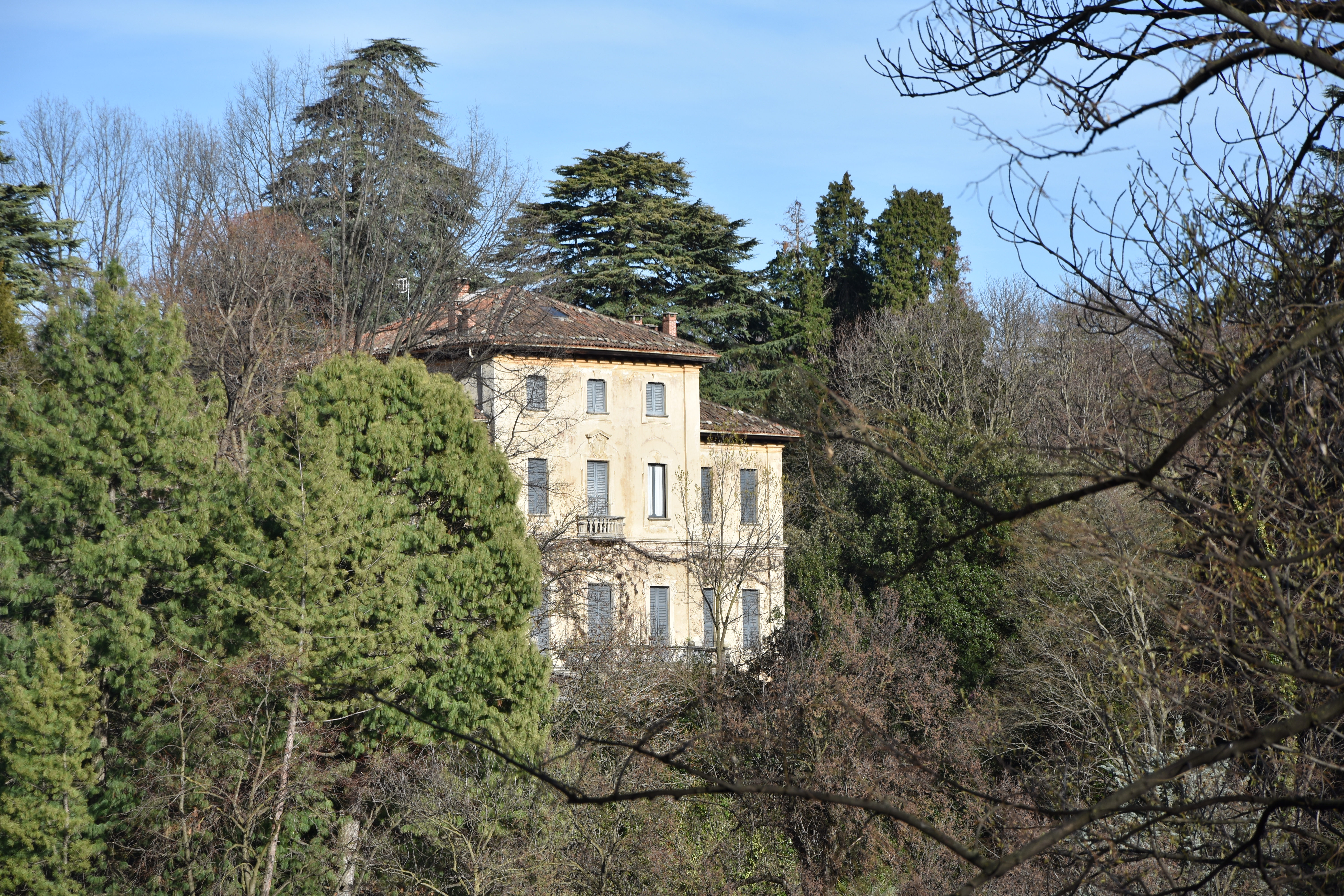
La villa "al Nonaro"

Villa "al Nonaro" è il risultato di una ristrutturazione di una precedente dimora, già attestata nel 1621 come "Possessione del Nonée". Proprietà del banchiere milanese Lucio Zeni, la dimora fu da questi lasciata in eredità all'Ospedale dei Poveri di Varese (1621). Successivamente, la villa passò più volte di mano: dai luganesi Riva alla famiglia Stefanini (XIX secolo), da questi ultimi ai Frigerio-Bethlem e, infine, ai Tosi. Ai Frigerio-Bethlem si deve un ampliamento della struttura, che era già stata convertita in dimora signorile agli inizi del XVIII secolo. Nel corso del Novecento, ulteriori interventi curati dagli architetti Bagatti Valsecchi e Alemagna comportarono la realizzazione, nell'ala sud-occidentale della dimora, di un prospetto monumentale affacciato sul parco all'inglese della villa. Su quest'ala s'innesta il corpo di fabbrica più antico, impostato su un impianto a "L". I due corpi sono uniti tramite un piccolo scalone, ornato da un parapetto dalle forme Settecentesche.

## Società

### Tradizioni e folclore

#### Palio
Il Palio di Masnago  istituito nel 1979, venne creato per richiamare i masnaghesi alla tradizione paesana che, con l'espandersi della città di Varese, si stava perdendo. Infatti, nel rione, vi era l'usanza nella prima settimana di settembre, di portare in chiesa come offerta i prodotti della terra e della fatica dell'uomo, come ringraziamento a Dio.
La prima idea del Palio fu presentata al consiglio pastorale nel febbraio del 1977. Solo due anni più tardi, con la creazione di comitato organizzatore, si disputò la prima edizione.
Il comitato organizzatore decise di dividere il rione in sei contrade, che rappresentavano in effetti sei agglomerati che già portavano da tradizione secolare un proprio nome.
- Castello, zona limitrofa alla roccaforte che sovrasta la contrada stessa
- Belvedere, dalle cui case è possibile ammirare il bel vedere del Lago di Varese
- Faido
- San Maurizio
- Cantoreggio
- Paino

## Cultura

### Istruzione
Oltre alla scuola elementare "Locatelli" a Masnago sono presenti le seguenti scuole della città giardino: la scuola media Angelo Vidoletti, il Liceo scientifico Galileo Ferraris e il Liceo artistico Angelo Frattini.

## Sport

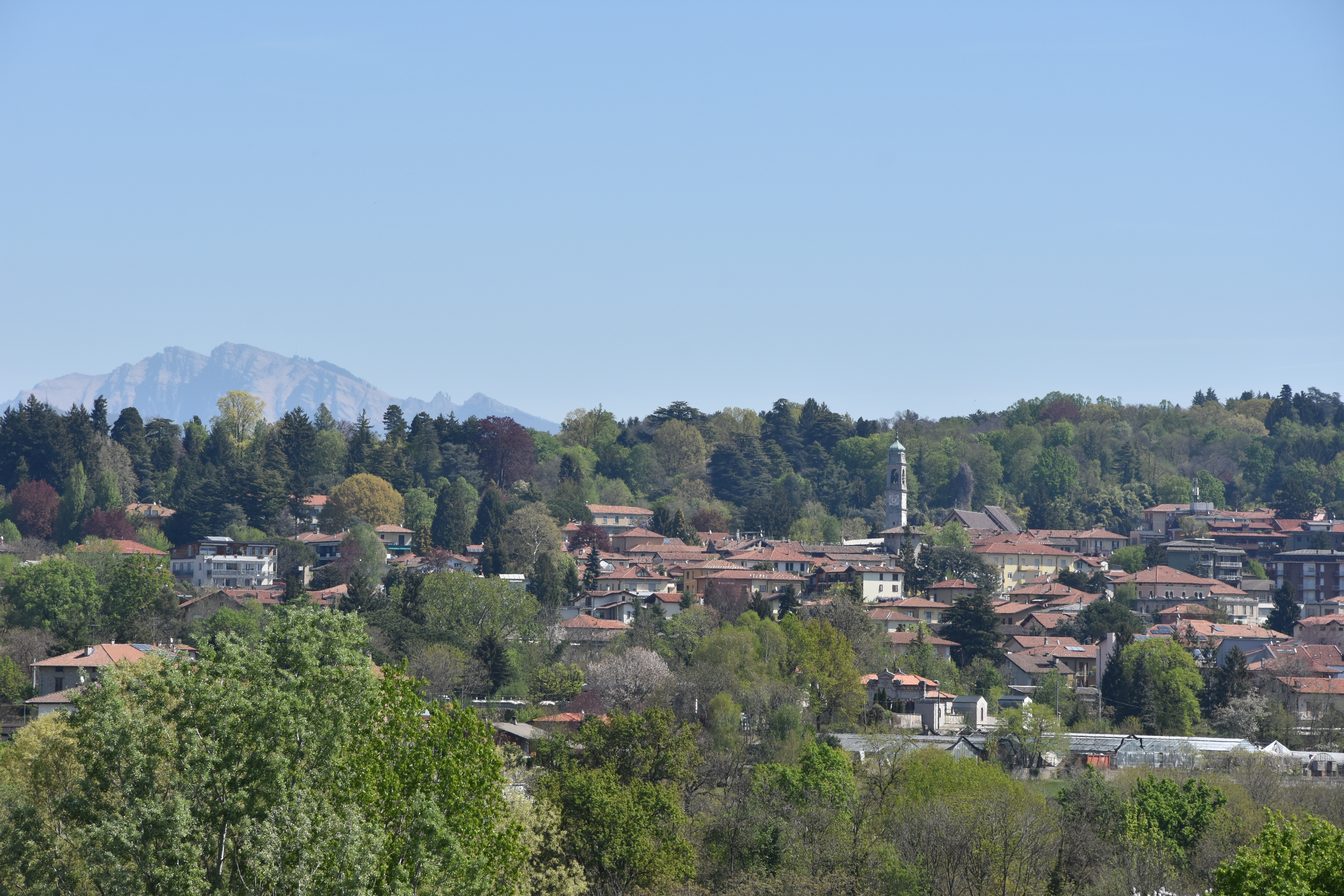
Masnago

Masnago è il quartiere della città di Varese in cui sorgono lo Stadio Franco Ossola, sede delle partite interne del Varese; e il Palasport Lino Oldrini, che ospita le partite casalinghe della Pallacanestro Varese.
Nel rione di Masnago ha sede, e svolge la propria attività sportiva dal 1968, la A.S.D. OR.MA. (ORatorio MAsnago). La società sportiva disputa campionati di calcio, pallavolo e pallacanestro. Le partite interne vengono disputate sul campo di calcio dell'Oratorio e nella palestra della scuola elementare "Locatelli", posti entrambi nel centro del rione.

## Infrastrutture e trasporti
Fra il 1914 e il 1940 Masnago ospitò una fermata della tranvia Varese-Angera, gestita dalla Società Anonima Tramvie Orientali del Verbano (SATOV) e un capolinea della rete tranviaria di Varese, attivo fra il 1905 e il 1950.